# Babîceve, Troițke
Babîceve (în ucraineană Бабичеве) este un sat în comuna Lantrativka din raionul Troițke, regiunea Luhansk, Ucraina.

## Demografie
Componența lingvistică a localității Babîceve
     Ucraineană (95,56%)
     Rusă (4,3%)
Conform recensământului din 2001, majoritatea populației localității Babîceve era vorbitoare de ucraineană (95,56%), existând în minoritate și vorbitori de rusă (4,3%).